# Trätorget, Åbo

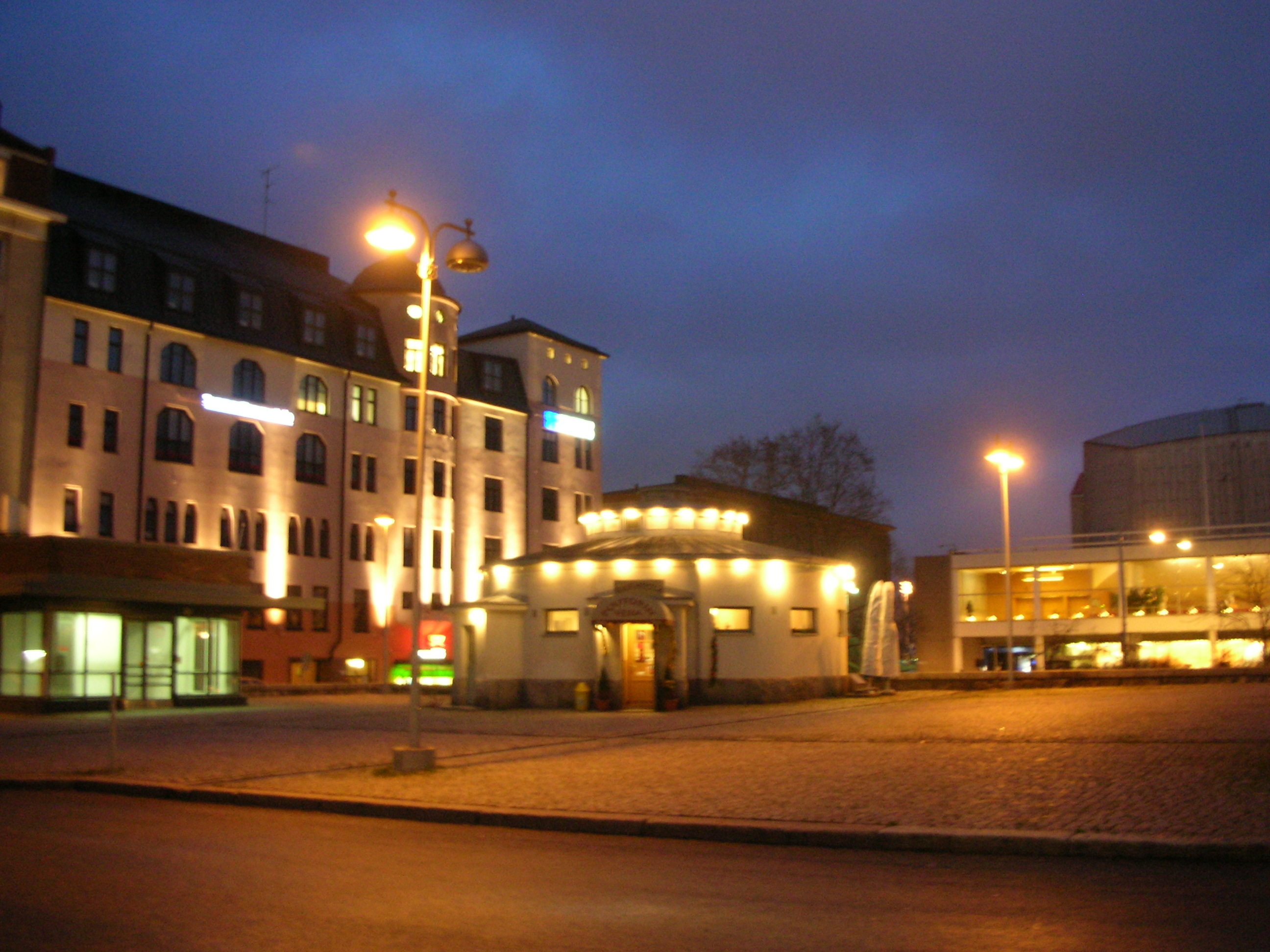
Trätorget

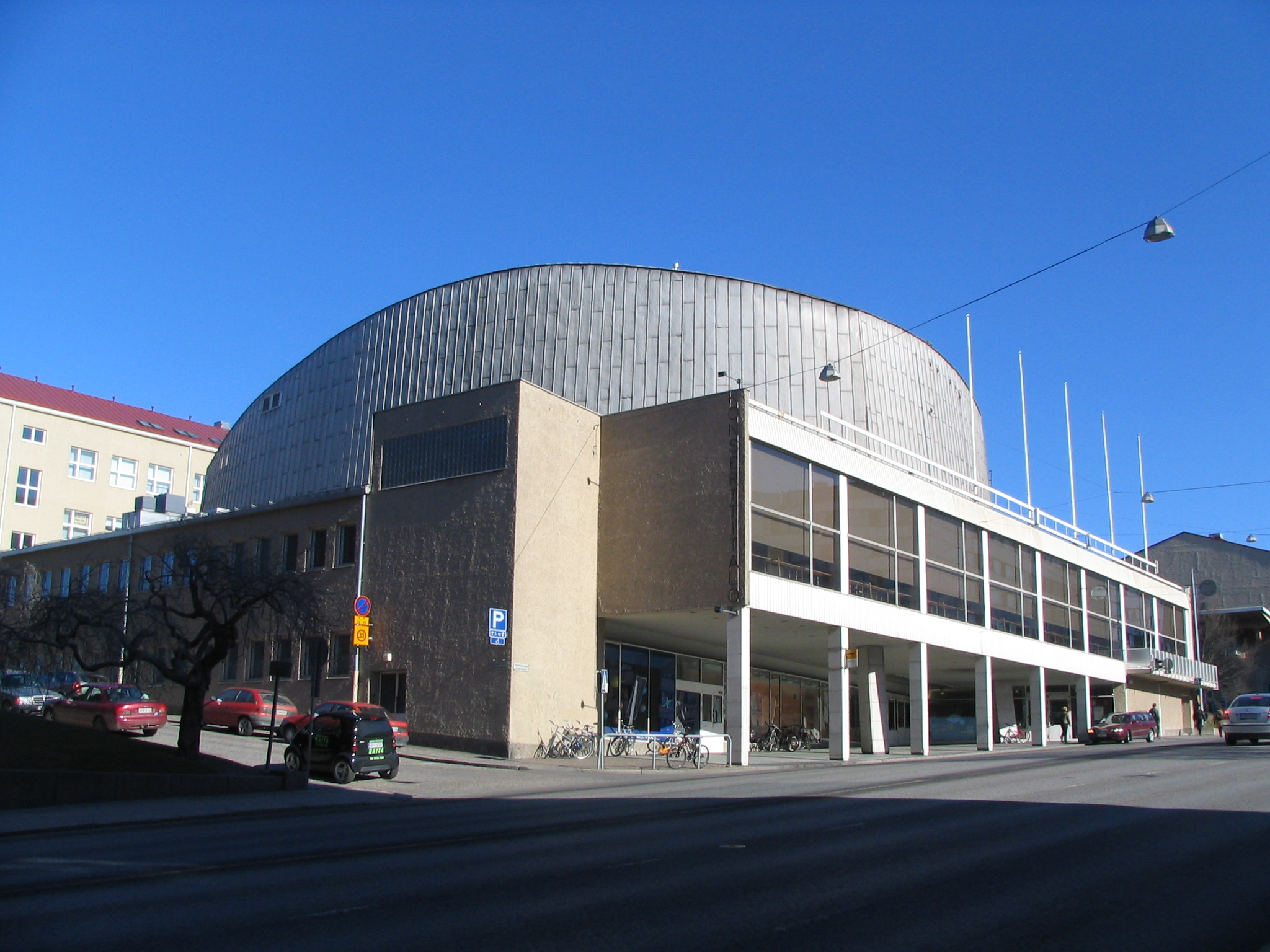
Åbo konserthus

Trätorget (fi. Puutori) är ett torg i Åbo centrum. 
Trätorget är ungefär 100 x 40 meter stort och avgränsas av Aningaisgatan, Mariegatan, Brahegatan and Sibeliusgatan. Det har idag inte funktion som salutorg, men en stödförening organiserar olika evenemang där. Vid ena ändan ligger Vänskapsparken med Wäinö Aaltonens skulptur När vänskapsbanden knytes från 1955, rest för att hedra vänortsrelationen till Göteborg. En likadan skulptur finns vid Näckrosparken i Göteborg. 

## Historik
Platsen där Trätorget ligger idag var inte utlagd i Carl Ludvig Engels stadsplan 1828 efter Åbos stadsbrand 1827, eftersom den låg såpass nära det centrala salutorget, som då benämndes Alexandertorget. Området kallades Olycksbacken, eftersom stadsbranden i Åbo uppstod på Aningaiskullen. En minnesplatta för brandens början finns idag på Mariegatan 3. Från slutet av 1800-talet bedrevs vedhandel där, vilken föranledda att Aningaistorget bytte namn till Trätorget.
Åbos första busstation byggdes på 1900-talet på Trätorget, men långdistanstrafiken flyttade så småningom till en nybyggd busstation ett kvarter därifrån. Lokalbusstrafiken var kvar på torget till 1990-talet.

## Bildgalleri

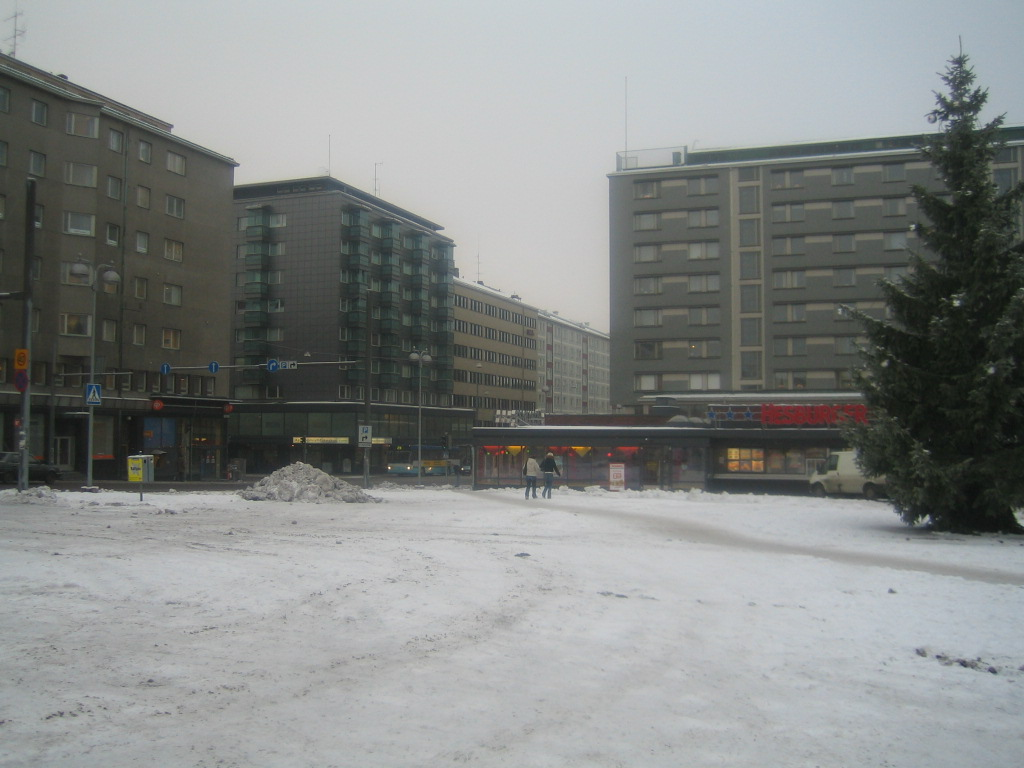
Torget vid hörnet Mariagatan/Brahegatan
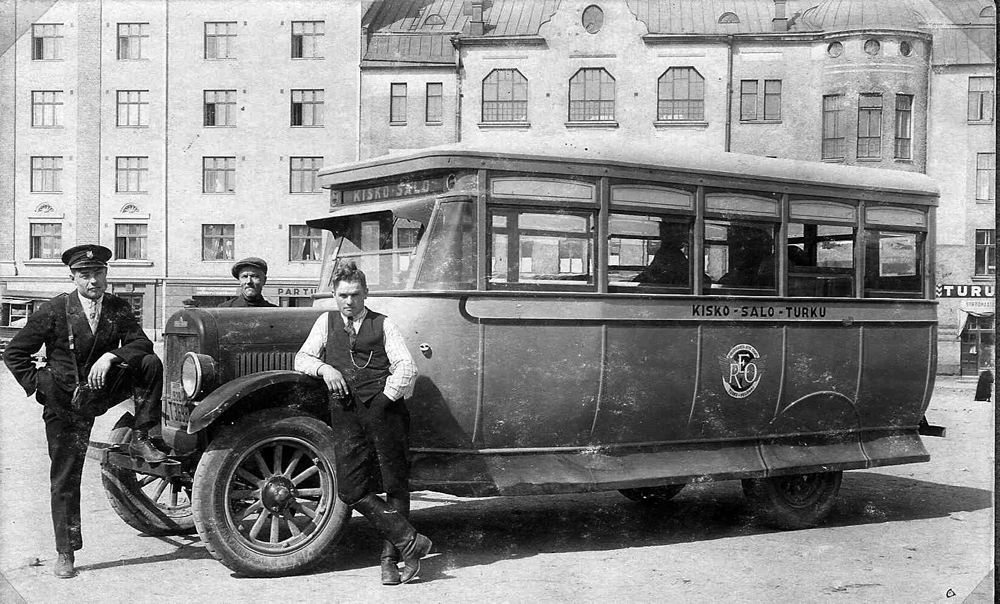
Långdistansbuss vid bussterminalen
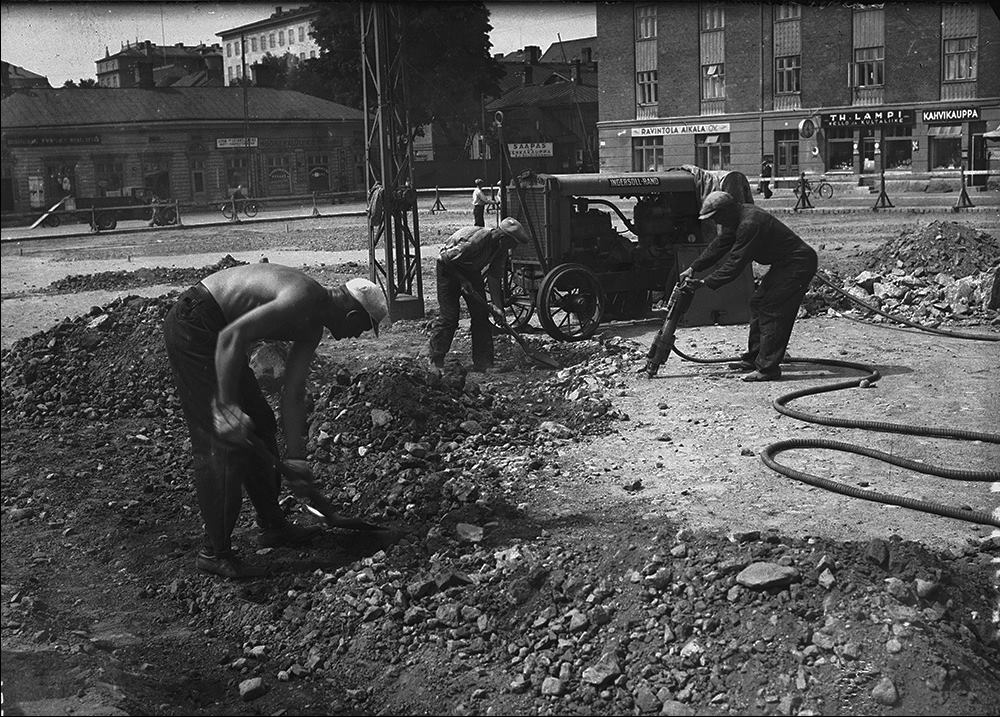
Torget på 1930-talet
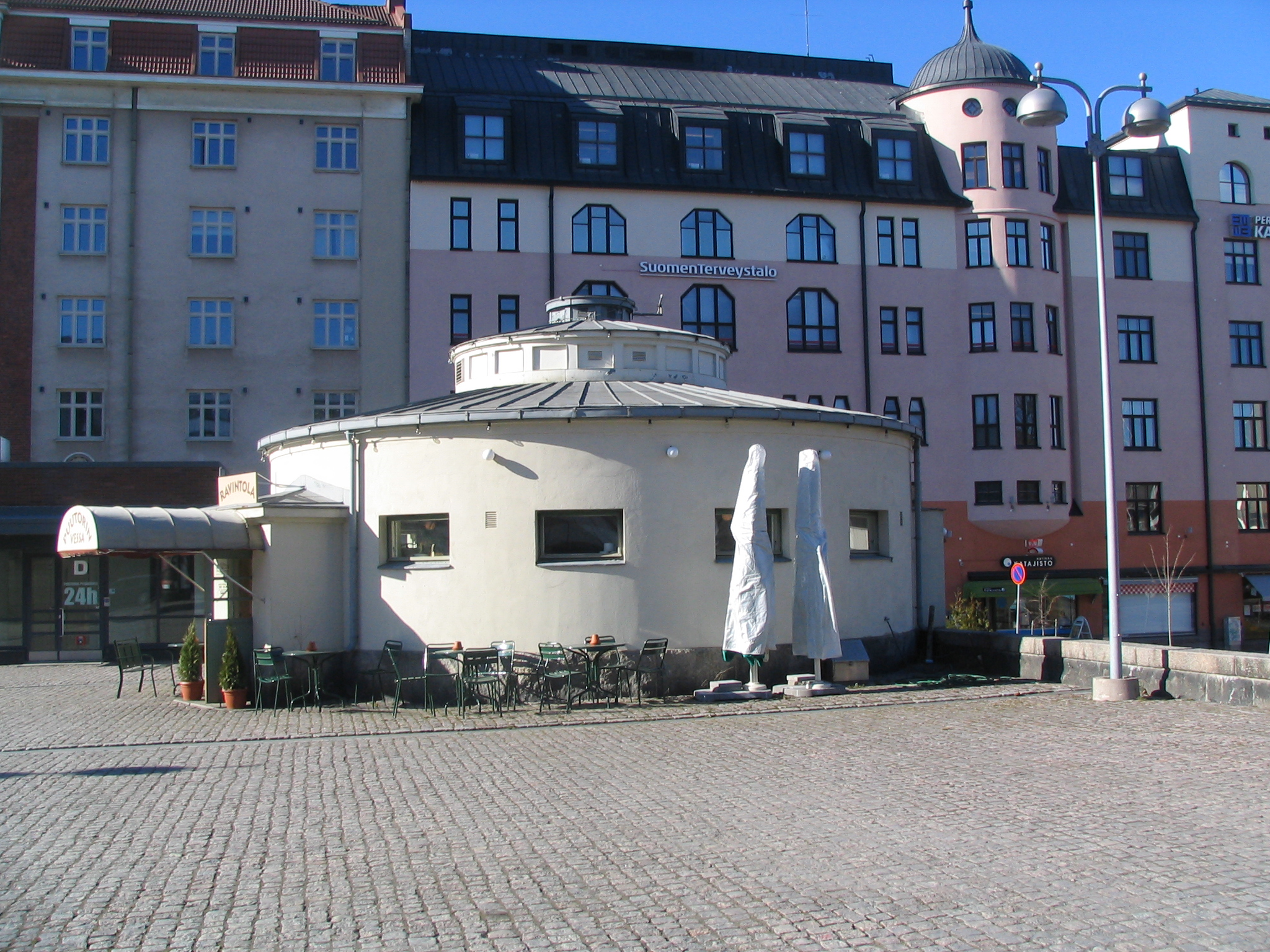
WaterLoo Pub
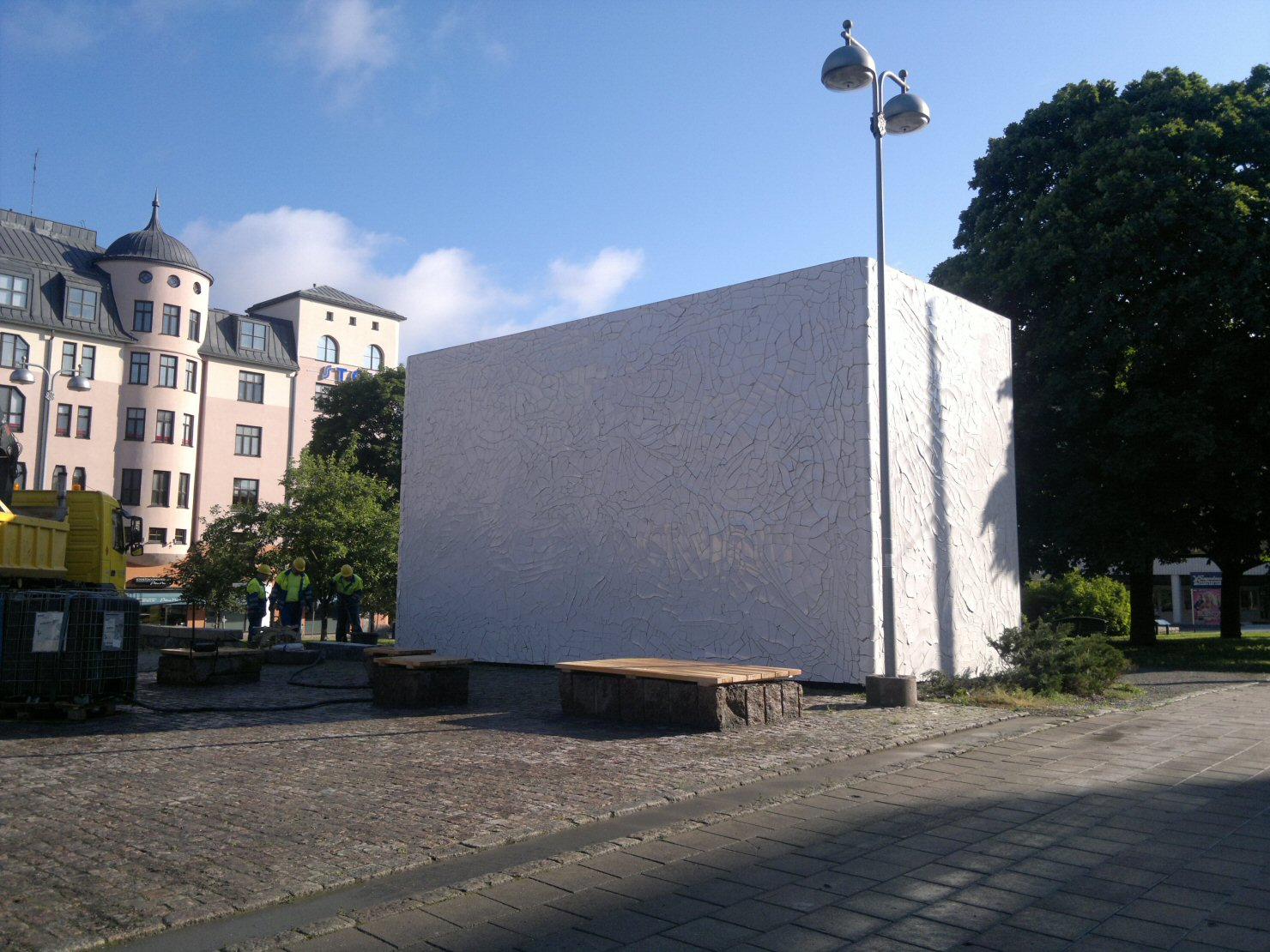
Pekka Paikkaris Iglu Puutori, 2011

## Byggnader i grannskapet
- Åbo konserthus
- WaterLoo Pub
- Åbo busstation

- Åbo synagoga
- Åbo yrkesinstitut